# Michael Bach
Michael Bach, född den 25 juli 1960 i Staten Island, New York, är en amerikansk roddare.
Han tog OS-silver i fyra med styrman i samband med de olympiska roddtävlingarna 1984 i Los Angeles.